# Andrzej Krucz
Andrzej Krucz (ur. 15 listopada 1959 w Warszawie) – polski aktor teatralny i filmowy, prezenter telewizyjny.
W roku 1987 ukończył PWSFTviT im. Leona Schillera w Łodzi. Aktor warszawskich teatrów: Komedia (1987–1990) oraz Północnego (1990–1992). W latach 1994–2004 związany z telewizją Polsat, gdzie prowadził programy rozrywkowe i teleturnieje. Najczęściej występował w duecie z Wojciechem Asińskim.

## Filmografia
- 1985: Mewy jako Kostek, szef szajki,
- 1985: Na całość jako Marek,
- 1988–1990: W labiryncie
- 1993: Czterdziestolatek. 20 lat później jako celnik w magazynie Urzędu Celnego,
- 1994: Panna z mokrą głową (odc. 3 i 6)
- 1993: Ostatnia walka Don Kichota
- 2001: M jak miłość jako ochroniarz Marty w szpitalu,
- 2002–2004: Samo życie jako Przemysław, pacjent szpitala,
- 2005–2006: Pierwsza miłość jako Cezary Przybył, inspektor w Centrum Doradztwa Rolniczego we Wrocławiu,
- 2005: Plebania jako asystent biskupa,
- 2007: Ekipa jako profesor Marcin Frontczak,
- 2008: Na Wspólnej jako celnik
- 2008–2011: Plebania jako sekretarz biskupa,
- 2008–2009: Teraz albo nigdy! jako policjant (odc. 13 i 28)